# Fermín Arango

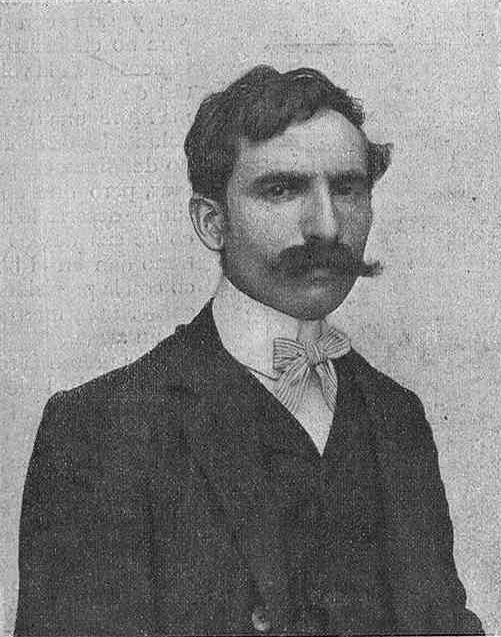
Retrato de Fermín Arango, en La Ilustración Artística, 1905.

Fermín Arango Barcia (Santa Eulalia de Oscos, 9 de abril de 1874-París, 1962) fue un pintor argentino-español.

## Biografía
Aunque nacido en la localidad asturiana de Santa Eulalia de Oscos, emigró muy joven con su familia a Buenos Aires, donde realizó sus estudios artísticos. Más tarde se instalaría en Francia, concretamente en la capital, París, donde tuvo contacto con Picasso, Zuloaga o Camarasa. Regresó en varias ocasiones a España, en 1914, 1919 y 1952. Entre sus obras se encuentran El embarcadero del lago, La tranquera y puerto Hauret, Nocturno, Idilio, Femme, La toilette o Paisaje del Sena. Su pintura ha sido encuadrada dentro del impresionismo. Puede verse un retrato suyo pintado por Ignacio Zuloaga en el Museo de Bellas Artes de Asturias.